# Cừu Suffolk

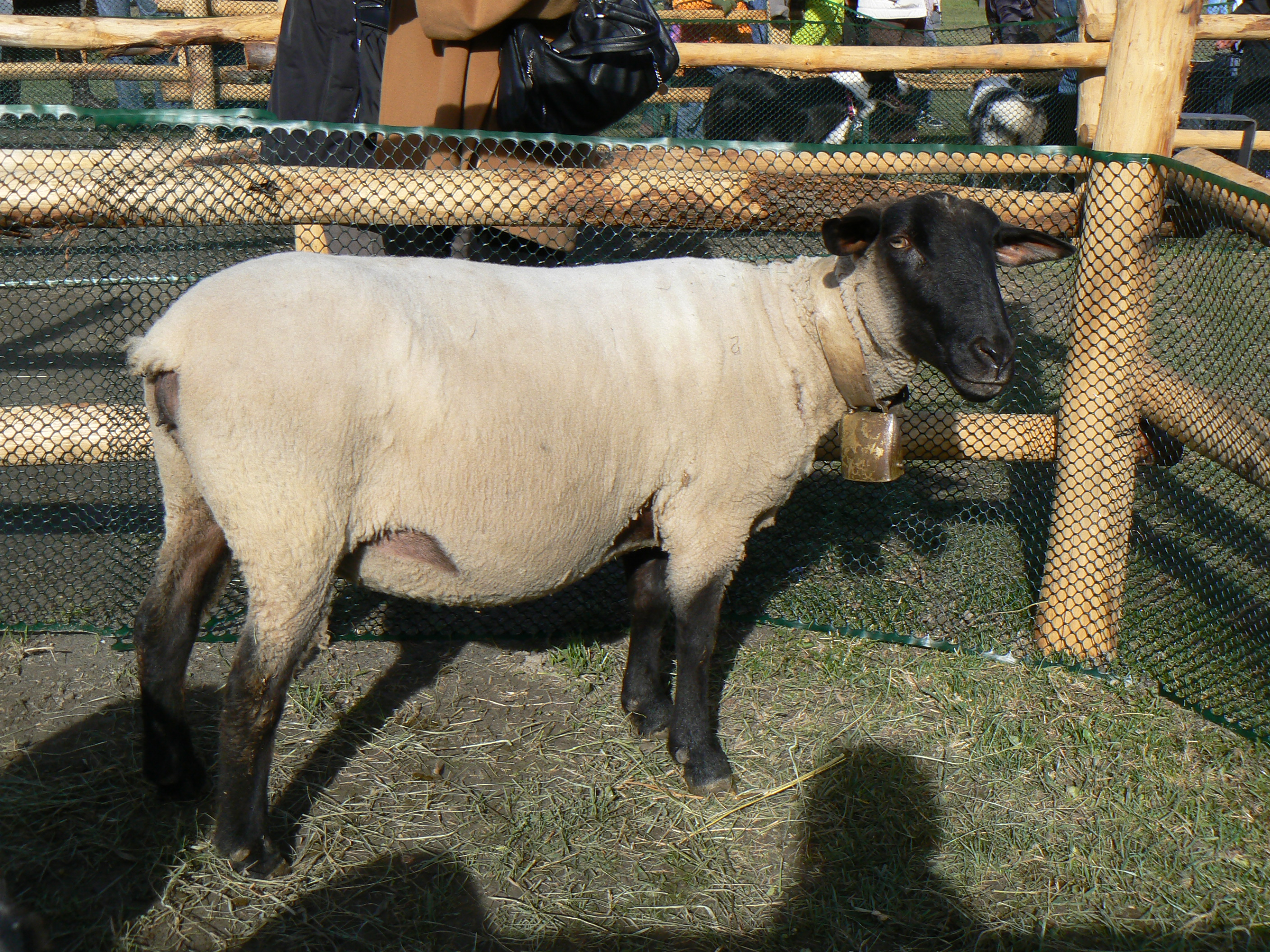

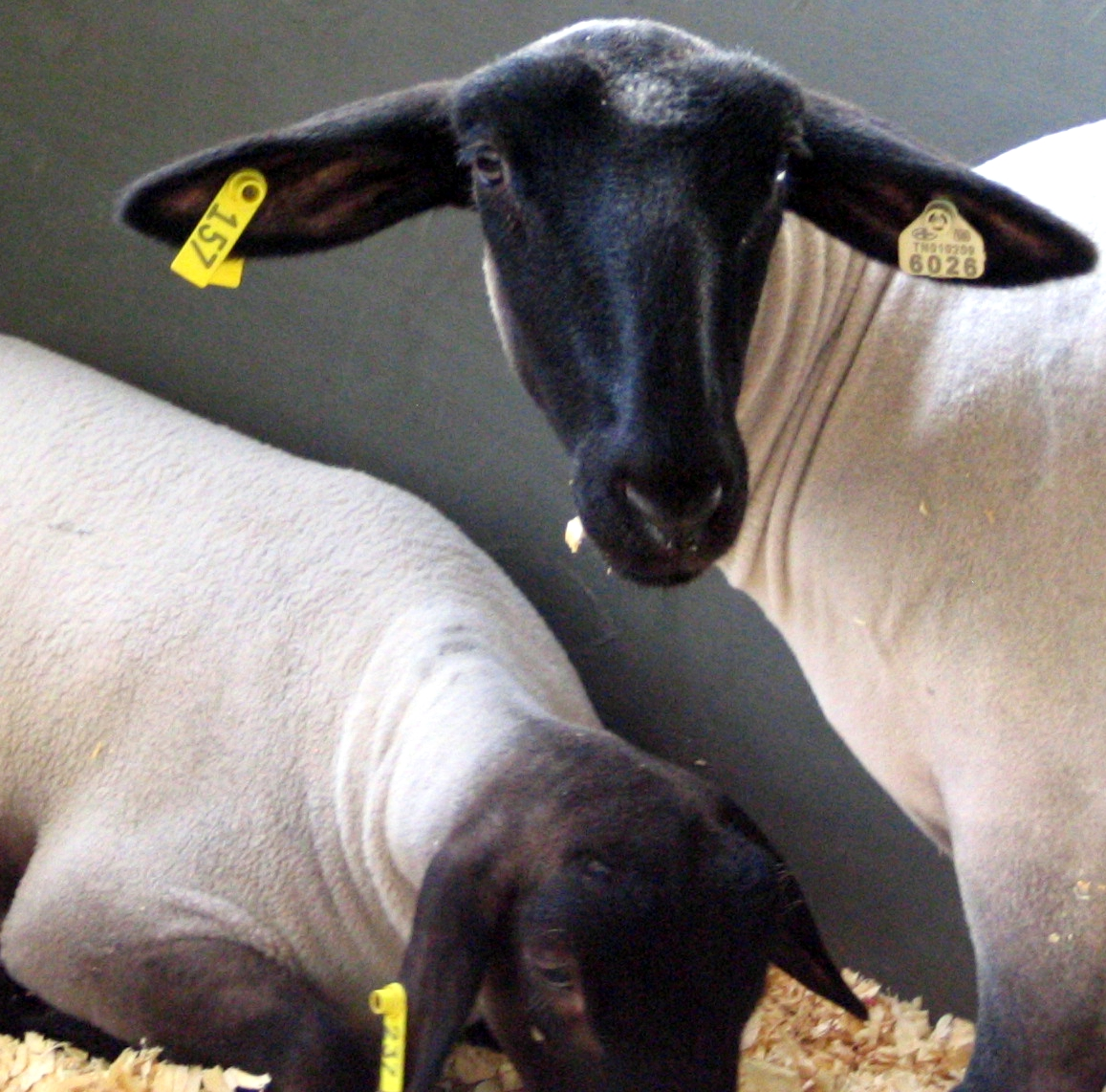
Một con cừu

Cừu Suffolk là một giống cừu mặt đen có nguồn gốc từ Anh và được nuôi nhiều ở Mỹ để lấy thịt cừu. Chúng có thân hình khá lớn, bộ xương rắn chắc, kích thước phần lưng và vai tương xứng, cơ phát triển, đầu dài không sừng, mặt và 4 chân đều có màu đen, con đực trưởng thành nặng 113–159 kg, con cái 81–113 kg; lượng lông thu được từ con đực trưởng thành là 5.1-6.0 kg, con cái là 2.5-3.6 kg, lông có màu trắng, dài 8.0-9.0 cm, độ len 50-58 sợi, tỷ lệ cừu non 130%-140%.

## Đặc điểm
Trong chăn nuôi người ta lo ngại về tỷ lệ sống sót của giống cừu này từ sau khi sinh đến khi cai sữa và cho đến giai đoạn xuất chuồng. Khi sử dụng các con cừu Suffolk phối giống, các con cừu non khi mới sinh ra có kích thước lớn hơn, tốc độ tăng trọng cũng nhanh hơn và thường nặng hơn các con cừu khác từ 3 – 6 pound trước khi cai sữa và tỷ lệ sống sót của chúng cũng cao hơn.
Sau khi cai sữa, các con cừu con được cho ăn một chế độ ăn uống nhiều năng lượng để vỗ béo và được kiểm tra cân nặng hàng tuần. Các con cừu con lai tạo từ giống cừu Suffolk cũng ăn lượng thức ăn ít hơn từ 5 – 8% so với các giống cừu khác. Các con cừu con lai tạo từ giống cừu Colombia cần lượng thức ăn nhiều hơn 15% so với các giống cừu khác. Không thấy có sự khác biệt về pH của thịt cừu đực, cừu đực thiến và cừu cái giống cừu Suffolk. Nuôi vỗ béo cừu đực cái ở Hungari giống Merino 60 ngày tuổi, cừu F1(cừu Merino × cừu Ile de France) 51 ngày tuổi, F1 (cừu Merino × cừu Suffolk) 55 ngày tuổi với khẩu phần ME: 12,4 MJ, CP: 143 g/kgVCK.
Người ta đã lai tạo ra giống cừu Suffolk trắng. Cừu có sắc lông màu trắng hoặc vàng, nhưng mặt và 4 chân màu trắng. Đây là giống cừu được Đại Học của Australia lai tạo thành từ năm 1977 từ giống cừu Suffolk của Anh. Việt Nam sau đó ở tỉnh Ninh Thuận đã nhập 15 con cừu Suffolk trắng (7 con đực, tám con cái) từ Australia. Cừu trưởng thành con đực nặng từ 110 – 160 kg, con cái nặng từ 80 – 110 kg. Mỗi năm có thể cho được từ 2,5 đến 3,6 kg len.

## Lai tạo
Khi cho lai giữa cừu Suffolk ở Bỉ với cừu Rideau Arcott, khối lượng cừu lai lúc sơ sinh, 21 và 91 ngày tuổi đã tăng đáng kể so với cừu mẹ. Sự tồn tại của biến dị di truyền giữa các giống cừu Mỹ về tốc độ sinh trưởng và đặc điểm thịt xẻ, một số giống có tỷ lệ mỡ cao hơn ở thận, mỡ dưới da và vùng khung chậu trong khi những giống khác như cừu Suffolk lại có tốc độ sinh trưởng cao hơn và có 22% mỡ ở thận và vùng khung chậu.
Tăng khối lượng trung bình hàng ngày của cừu lai F1 (cừu Merino × cừu Suffolk) 352,06 g/ngày, về khối lượng giết mổ, tỷ lệ thịt xẻ và thịt tinh của giống cừu lai (cừu Pelibuey Mexico x cừu Rambouillet), (cừu Pelibuey Mexico x cừu Suffolk) và (cừu Dorper x cừu Ile de France). Cho lai cừu Suffolk và cừu Dorset với nhau, chúng ta sẽ có hai loại con lai F1 là Suffolk x Dorset và Dorset x Suffolk. Nếu khối lượng hiệu chỉnh sau cai sữa lúc 60 ngày của cừu là: Suffolk = 62 lb; Dorset = 52 lb; Suffolk x Dorset = 61 lb và Dorset x Suffolk = 59 lb. Khi đánh giá cừu cái về khả năng sản xuất thịt và lông trên 1 kg khối lượng cơ thể, cừu lai cừu Columbia × cừu Southdown × cừu Corriedale có các giá trị này cao nhất sau đó là cừu thuần cừu Targhee và cừu Suffolks.
Con lai F1 của cừu đực các giống thịt với cừu cái cừu Merino như Merino × cừu Ile de France, Merino × cừu German Blackheaded và Merino × cừu Texel cho tăng trọng tốt hơn cừu Merino thuần, con lai các giống cừu Merino, cừu Dormer và cừu Suffolk, con lai F1 (cừu Merino Hungary × cừu Ile de France) và F1 (cừu Merino Hungary × cừu Suffolk) (đực n = 15, cái n = 15) để đánh giá hiệu quả của lai đến các đặc tính và thành phần của thịt xẻ. Tỷ lệ mỡ dưới da ở thịt xẻ của con lai F1 (cừu Merino Hungary × cừu Suffolk) thấp nhất. Cừu Suffolk và cừu Ile de France đã cải thiện năng suất vỗ béo của cừu Merino Hungary, cả hai giống là cơ sở tốt để lai với cừu Merino Hungary.
Khối lượng cừu lai (cừu Suffolk x cừu Turcana) ở cả hai giới tính lúc sơ sinh, 20, 60 và 90 ngày tuổi đều cao hơn khối lượng này ở cừu Turcana (p<0.001). Cừu lai (Suffolk x Turcana) cai sữa lúc 90 ngày tuổi nặng 25,52 kg ở con đực, 23,87 kg ở con cái; Để tăng khả năng sinh sản của cừu, bằng phương pháp là cho lai các giống địa phương với các giống cừu ngoại sinh sản tốt, cho thịt nhiều như các giống cừu: cừu Romanov, cừu Phần Lan Finish, cừu Charollais, cừu Suffolk, cừu Texel. Khối lượng cừu lai F1 (Dorper x Phan Rang), F1 (Suffolk x Phan Rang) cao hơn cừu địa phương từ 28 đến 45%.

## Tại Mỹ
Tại các bang miền Tây nước Mỹ, nơi chăn nuôi một nửa số cừu của quốc gia này, giống cừu Suffolk được coi là giống cừu có các đặc điểm di truyền tốt nhất để lai tạo ra các con cừu nuôi lấy thịt. Người ta đang hướng đến để lựa chọn các giống cừu thích hợp nhằm nâng cao hiệu quả chăn nuôi. 
Các nhà nghiên cứu hy vọng thời gian tới, họ có thể kết hợp đặc tính tăng trưởng nhanh của giống cừu Suffolk, đặc tính cơ bắp của giống cừu Texel và đặc tính cho lông cừu chất lượng cao của giống Columbia để lai tạo giống cừu tốt nhất cho ngành chăn nuôi Mỹ.

## Chăn nuôi
Chúng có tính bầy đàn cao nên dễ quản lý, chúng thường đi kiếm ăn theo đàn nên việc chăm sóc và quản lý rất thuận lợi. Chúng cũng là loài dễ nuôi, mau lớn, ít tốn công chăm sóc. So với chăn nuôi bò thì chúng là vật nuôi dễ tính hơn, thức ăn của chúng rất đa dạng, thức ăn của chúng là những loại không cạnh tranh với lương thực của người. Chúng là động vật có vú ăn rất nhiều cỏ. Hầu hết chúng gặm cỏ và ăn các loại cỏ khô khác, tránh các phần thực vật có gỗ nhiều. Chúng có chế độ hoạt động ban ngày, ăn từ sáng đến tối, thỉnh thoảng dừng lại để nghỉ ngơi và nhai lại. Đồng cỏ lý tưởng cho chúng như cỏ và cây họ Đậu. Khác với thức ăn gia súc, thức ăn chính của chúng trong mùa đông là cỏ khô.
Chúng là loài ăn tạp, có thể ăn được nhiều loại thức ăn bao gồm thức ăn thô xanh các loại như: rơm cỏ tươi, khô, rau, củ quả bầu bí các loại, phế phụ phẩm công nông nghiệp và các loại thức ăn tinh bổ sung như cám gạo ngũ cốc. Mỗi ngày chúng có thể ăn được một lượng thức ăn 15-20% thể trọng. Chúng cần một lượng thức ăn tính theo vật chất khô bằng 3,5% thể trọng. Với nhu cầu 65% vật chất khô từ thức ăn thô xanh (0,91 kg) và 35% vật chất khô từ thức ăn tinh (0,49 kg). Khi cho chúng ăn loại thức ăn thô xanh chứa 20% vật chất khô và thức ăn tinh chứa 90% vật chất khô.
Nguồn nước uống là nhu cầu cơ bản của chúng. Lượng nước cần cho chúng biến động theo mùa và loại và chất lượng thực phẩm mà chúng tiêu thụ. Khi chúng ăn nhiều trong các tháng đầu tiên và có mưa (kể cả sương, khi chúng ăn vào sáng sớm), chúng cần ít nước hơn. Khi chúng ăn nhiều cỏ khô thì chúng cần nhiều nước. Chúng cũng cần uống nước sạch, và có thể không uống nếu nước có tảo hoặc chất cặn. Trong một số khẩu phần ăn của chúng cũng bao gồm các khoáng chất, hoặc trộn với lượng ít.

## Chăm sóc
Sau khi cho phối giống 16-17 ngày mà không có biểu hiện động dục lại là có thể cừu đã có chửa, Căn cứ vào ngày phối giống để chuẩn bị đỡ đẻ cho cừu (thời gian mang thai của cừu 146-150 ngày) nhằm hạn chế cừu sơ sinh bị chết; Có thể bồi dưỡng thêm thức ăn tinh và rau cỏ non cho cừu có chửa nhưng tuyệt đối tránh thức ăn hôi mốc; Khi có dấu hiệu sắp đẻ (bầu vú căng, xuống sữa, sụt mông, âm hộ sưng to, dịch nhờn chảy ra, cào bới sàn...) nên nhốt ở chuồng riêng có lót ổ rơm và chăn dắt gần, tránh đồi dốc.
Thông thường cừu mẹ nằm đẻ nhưng cũng có trường hợp đứng đẻ, tốt nhất nên chuẩn bị đỡ đẻ cho cừu; Sau khi đẻ cừu mẹ tự liếm cho con. Tuy nhiên, vẫn phải lấy khăn sạch lau khô cho cừu con, nhất là ở miệng và mũi cho cừu con dễ thở. Lấy chỉ sạch buộc cuống rốn (cách rốn 4–5 cm), cắt cuống rốn cho cừu con và dùng cồn Iod để sát trùng; Giúp cừu con sơ sinh đứng dậy bú sữa đầu càng sớm càng tốt (vì trong sữa đầu có nhiều kháng thể tự nhiên); Đẻ xong cho cừu mẹ uống nước thoải mái (có pha đường 1% hoặc muối 0.5%).
Cừu con trong 10 ngày đầu sau khi đẻ cừu con bú sữa mẹ tự do; Từ 11-21 ngày tuổi cừu con bú mẹ 3 lần/ngày, nên tập cho cừu con ăn thêm thức ăn tinh và cỏ non, ngon; 80-90 ngày tuổi có thể cai sữa. Giai đoạn này phải có cỏ tươi non, ngon cho cừu con để kích thích bộ máy tiêu hóa phát triển (đặc biệt là dạ cỏ) và bù đắp lượng dinh dưỡng thiếu hụt do sữa mẹ cung cấp không đủ; Cừu sinh trưởng và phát triển nhanh, mạnh ở giai đoạn này.